# Knjižnica Franceta Balantiča Kamnik
Knjižnica Franceta Balantiča Kamnik je osrednja splošna knjižnica s sedežem na Ljubljanski cesti 1 (Kamnik); ustanovljena je bila leta 1949.
Do leta 2015 se je imenovala Matična knjižnica Kamnik, z 18. majem 2015 pa je bil sprejet sklep, da se knjižnico poimenuje po pesniku Francetu Balantiču.
Ima dislocirane enote: Potujoča knjižnica, Knjižnica Komenda, Knjižnica Šmarca in Knjižnica Motnik.

## Zgodovina
Knjižnica v Kamniku je bila ustanovljena 1. 6. 1949 pod imenom Centralna sindikalna knjižnica. Na začetku je delovala v prostorih nad današnjo Kavarno Veronika in bila leta 1956 preimenovana v Delavsko knjižnico. Leta 1962 postane samostojen zavod in je preimenovana v Ljudsko knjižnico. Leta 1969 se knjižnico preseli na Kolodvorsko ulico poleg železniške postaje, istega leta se uveljavi prosti pristop izposoje. Leta 1978 se izvede združitev v Kulturni center Kamnik in preimenovanje v Matično knjižnico Kamnik. Leta 1991 se knjižnica preseli v prostore nekdanjega Zdravstvenega doma na Ljubljansko cesto 1.

## Delovanje knjižnice
Od selitve knjižnice do danes se je močno povečal obisk v njej. Ena od vizij knjižnice, ki jo le-ta izpolnjuje, je približati slovenski jezik in kulturo priseljencem. V okviru tega se v knjižnici izvajajo tečaji slovenskega jezika za tujce, poleg tega pa je bila leta 2015 odprta posebna Medkulturna zbirka, ki vsebuje gradivo v albanskem, bosanskem, hrvaškem, makedonskem in srbskem jeziku. 
Leta 2012 je knjižnica začela s projektom spletnega Kamniško-komendskega biografskega leksikona, ki vsebuje članke o znanih in vplivnih ljudeh povezanih s Kamnikom, Komendo in njuno okolico. 
V knjižnici že od leta 2010 potekajo tudi Kamniške pravljične poti, katerih namen je ob ljudski pravljici in dejavnosti povezani z njo, pripraviti lažji pohod, ki je povezan z eno od legend. 
Poleg bibliopedagoških srečanj za mlade, v knjižnici pripravljajo tudi t. i. bralno značko za odrasle bralce pod imenom Srečanja.
V čast Gašperja Križnika, pomembnega zbiralca slovenskih ljudskih pripovedk, pesmi in pregovorov od leta 2012 organizirajo Križnikov pravljični festival - Jenkret je biv …

## Vodstvo
Direktorica knjižnice je Breda Podbrežnik Vukmir.

## Izdane knjige
- Veronika z Malega gradu, Kamnik, 1999. (COBISS)
- Milena Glušič, Breda Podbrežnik Vukmir, Sabina Zore, 60 let otroštva in branja z roko v roki, Kamnik, 2009. (COBISS)
- Veronika z Malega gradu, Kamnik, 1999. (COBISS)
- Kamniška Veronika včeraj, danes, jutri : zbornik prispevkov literarnega natečaja Matične knjižnice Kamnik , Kamnik, 2010. (COBISS)
- Zlati hrib : pravljice in povedke iz Tunjic in okolice, Kamnik, 2013. (COBISS)
- Irena Cerar, Kamniške pravljične poti : družinski izletniški vodnik, Ljubljana, Kamnik, 2015. (COBISS)